# Ochrocalliope sambava
Ochrocalliope sambava är en fjärilsart som beskrevs av Sergius G. Kiriakoff 1963. Ochrocalliope sambava ingår i släktet Ochrocalliope och familjen tandspinnare. Inga underarter finns listade i Catalogue of Life.